# Folkeskolens Idrætsstævne i København
Folkeskolens Idrætsstævne i København er en dansk dokumentarfilm fra 1928 med ukendt instruktør.

## Handling
Før noget andet land indførte Danmark i 1828 legemsøvelser i sin folkeskole. Franz Nachtegall var den første gymnastikleder. En flok drenge 'ekserceres', de står på lige linjer og laver 'stræk og bøj'-øvelser. De leger også blindebuk. Dernæst ses åbningsceremonien for idrætsstævnet i København, hvor 11.000 deltager. Forrest kommer et 'levende' dannebrogsflag, så følger deltagere fra alle landets skoler og optog med gymnaster, fodboldspillere, spejdere og folk klædt i nationaldragter, alle med flag og bøgegrene. Der er også norske og svenske deltagere. Optoget marcherer ind på Østerbro Stadion, og borgmester Ernst Kaper åbner stævnet. Herefter begynder opvisningerne med drenge- og pigegymnastik, folkedans og boldspil.